# Brutopia
Brutopia is een fictief land dat voorkomt in enkele Walt Disney-verhalen (veelal van de hand van Carl Barks) met Donald en Dagobert Duck in de hoofdrol. De naam van het land is een toespeling op Utopia.

## Achtergrond
Brutopia werd in 1957  verzonnen door Barks. Dit was tijdens de Koude Oorlog, dus Brutopia werd een karikatuur van de Sovjet-Unie. Een Brutopese leider uit een van de eerste verhalen waar het land in voorkwam vertoont sterke overeenkomsten met Nikita Chroesjtsjov. Het land wordt geregeerd door een vijandig en agressief militair regime. Brutopia bevindt zich in het oosten van Siberië. De munteenheid van het land is de Peso, en de hoofdstad is Brutengrad.
In Donald Duck als Vreemde Eend steelt de consul van Brutopia een uitvinding om over de wereld te heersen. Uiteindelijk wordt de uitvinding kapotgeschoten door Dagobert. In hetzelfde verhaal is op een ruit de Brutopiaanse vlag te zien: een hamer en handboeien gekruist.

## Varia
De Socialistische Partij gebruikt het woord Brutopia als omschrijving voor een neo-liberaal schrikbeeld, waar Nederland volgens de partij in dreigt te veranderen. 